# Heliconius aoede
Espèce
Heliconius aoede est une espèce sud-américaine de lépidoptères (papillons) de la famille des Nymphalidae et de la sous-famille des Heliconiinae.

## Description

### Papillon
L'imago dʼHeliconius aoede est un grand papillon aux ailes allongées et arrondies, de couleur marron avec une ornementation orange, cuivrée ou rouge suivant les sous-espèces. Les ailes antérieures ont une partie basale orange, cuivrée ou rouge et une marque jaune ou blanche séparant la partie marron partiellement ou allant jusqu'à la partie basale orange et aux ailes postérieures ont une ornementation de lignes orange cuivrée ou rouge soulignant les veines, absente chez Heliconius aoede astydamia et Heliconius aoede emmelina.

### Chenille
La chenille a le corps marron rayé de blanc et orné de scolis blancs, et sa tête est noire.

## Distribution et biotopes
L'espèce est répandue dans tout le bassin amazonien : en Guyane, au Guyana, au Suriname, en Colombie, au Venezuela, en Équateur, en Bolivie, au Brésil et au Pérou.
Elle réside dans les forêts, du niveau de la mer jusqu'à 1 300 m d'altitude.

## Biologie
Les plantes hôtes de la chenille sont des Passifloraceae, notamment des Dilkea et des Mitostemma.

## Nom vulgaire
Heliconius aoede se nomme en anglais Aoede Longwing.

## Systématique
L'espèce Heliconius aoede a été décrite par l'entomologiste allemand Jacob Hübner en 1813, sous le nom initial de Nereis aoede. Elle a un temps été appelée Neruda aoede.
De nombreuses sous-espèces ont été décrites :
- Heliconius aoede aoede (Hübner, [1813]) — au Brésil.
- Heliconius aoede aliciae (Neukirchen, 2000) — en Équateur.
- Heliconius aoede astydamia (Erichson, [1849]) — au Guyana.
- Heliconius aoede auca (Neukirchen, 1997) — en Équateur.
- Heliconius aoede ayacuchensis Neukirchen, 1992 —  au Venezuela.
- Heliconius aoede bartletti (Druce, 1876) — en Colombie et au Pérou.
- Heliconius aoede centurius Neukirchen, 1994 — en Guyane.
- Heliconius aoede cupidineus Stichel, 1906 — au Pérou.
- Heliconius aoede emmelina (Oberthür, 1902) — au Guyana.
- Heliconius aoede eurycleia Brown, 1973 — au Brésil.
- Heliconius aoede faleria Fruhstorfer, 1910 — au Brésil.
- Heliconius aoede lucretius (Weymer, 1891) — au Brésil.
- Heliconius aoede manu Lamas, 1976 — au Pérou.
- Heliconius aoede philipi Brown, 1976 — en Bolivie.